# Pociąg życia
Pociąg życia (fr. Train de vie) – zrealizowany w międzynarodowej koprodukcji film komediowy z 1998 roku w reżyserii Radu Mihăileanu. Zdjęcia plenerowe kręcono w Bukareszcie. Premiera filmu miała miejsce 16 września 1998 roku.

## Opis fabuły
Akcja filmu toczy się w 1941 roku, w małej żydowskiej wiosce (Europa Wschodnia). Do wsi przybiega Shlomo (Lionel Abelanski), który ma dla mieszkańców złą wiadomość, że zbliżają się do nich hitlerowcy. Żydzi na tę wieść sami się deportują kupionym z oszczędności mieszkańców pociągiem, przy czym część z nich udaje eskortujących ich faszystów. Wioska pustoszeje po tym, jak odjeżdża pociąg z jej mieszkańcami, chcącymi dotrzeć do Palestyny. Po drodze uciekinierzy spotykają m.in. prawdziwych Niemców oraz grupę zaprzyjaźnionych Cyganów, którzy wpadli na podobny pomysł udawania hitlerowców.

## Obsada
- Lionel Abelanski jako Shlomo
- Rufus(inne języki) jako Mordechai
- Clément Harari(inne języki) jako Rabbin
- Marie-José Nat jako Sura
- Agathe de La Fontaine jako Esther
- Bruno Abraham-Kremer(inne języki) jako Yankele
- Michel Muller(inne języki) jako Yossi
- Johan Leysen jako Szmecht
- Răzvan Vasilescu jako Cygański pułkownik
- Gad Elmaleh jako Manzatou